# Estação Niterói
A Estação Niterói é uma das estações do Metrô de Porto Alegre, situada em Canoas, entre a Estação Anchieta e a Estação Fátima. Faz parte da Linha 1.
Foi inaugurada em 2 de março de 1985. Localiza-se no cruzamento da Avenida Getúlio Vargas com a Rua Alegrete. Atende os bairros de Niterói e Rio Branco.

## Localização
A estação recebeu esse nome por estar situada no bairro de Niterói. O bairro possui esse nome por homenagear a cidade de Niterói, no Rio de Janeiro.
Em suas imediações se localiza o Campus Canoas do Centro Universitário Ritter dos Reis (UniRitter), uma instituição de ensino superior privada que oferece alguns cursos de graduação e de pós-graduação, além do Colégio La Salle, um colégio particular filiado ao Centro Universitário La Salle e inaugurado em 1958.